# M'banza Kongo
M'banza Kongo (Mbanza Koongo ili Kôngo) je grad u Angoli, glavni grad sjeverne provincije Zaire. Tijekom portugalske vladavine (1570. – 1975.) zvao se São Salvador.
Nalazi se u brdovitom području na sjeveru države, 40 km južno od granice s Demokratskom Republikom Kongo i tristotinjak kilometara sjeveroistočno od glavnog grada, Luande. Smješten je na vrhu goleme planine ravnog vrha koju nazivaju Mongo a Kaila („planina podjele”) jer je prema predaji kralj podijelio klanove i dodijelio im zemlje unaokolo.
M'banza Kongo je bio glavni grad Kraljevstva Kongo, jedne od najveće samostalne države u južnoj Africi od 14. do 19. stoljeća. Kako grad „prikazuje, više od bilo kojeg drugog grada subsaharskog područja, duboke promjene uvođenjem kršćanstva i dolaskom Portugalaca u središnju Afriku”, M'banza Kongo je upisan na UNESCO-ov popis mjesta svjetske baštine u Africi 2017. godine.

## Povijest
Naselje je osnovano koncem 15. stoljeća, prije dolaska Portugalaca 1483. godine i bilo je sjedište lokalne vladajuće dinastije Kilukeni. Povijesno središte grada je raslo oko kraljevske rezidencije, običajnog suda i svetog drveta, gdje je nastalo i kraljevsko groblje. U vrijeme dolaska Portugalaca naselje je već bilo veliko, možda najveće afričko naselje ispod ekvatora. Tijekom vladavine Alfonsa I., kralja Konga (1509. – 1542.), Portugalci su dodali kamene građevine u skladu s europskim metodama gradnje u kombinaciji s lokalnim materijalima. Najvažnije građevine su bile crkve (njih 12), kao što je Crkva São Salvador, ali i brojne privatne kapele, te dojmljiva dvokatna kraljevska palača koju je 1648. godine opisao posjetitelj i putopisac, Giovanni Francesco da Roma. Pretpostavlja se kako je 1630-ih imao oko 30.000 stanovnika (100.000 s okolicom) jer se u gradu obavljalo od 4.000 do 5.000 krštenja godišnje.
Grad je bio jedno vrijeme napušten tijekom građanskih ratova u 17. stoljeću, te je bio potpuno pust od 1678. do 1705. godine kada ga osvaja Dona Beatriz Kimpa Vita, proročica Kraljevstva Kongo i vođa antonijanizma (kršćanske sekte koja je naukovala kako su Isus i drugi ranokršćanski sveci podrijetlom iz Konga). Nju je 1709. godine pobijedio i dao spaliti na lomači kralj Pedro IV. (1695. – 1718.) koji je obnovio grad kao prijestolnicu Kraljevstva. Usprkos nasilnom rivalstvu i komadanju kraljevstva, ono je nastavilo postojati neovisno sve do 19. stoljeća. Polovicom 19. stoljeća došlo je do jačanja klanova i smrću kralja Henriquea II. došlo je do borbe za vlast. Portugalci su podržali Pedra V. koji je uz njihovu pomoć pobijedio 1857., ali je morao obećati vazalni sporazum prema Portugalu. Nakon pobune protiv portugalske vlasti 1914. godine, Portugal je ukinuo kraljevsku titulu Konga, ali su titularni kraljevi koristili ovaj naziv sve do 1964. godine.
Grad i ruševine crkve iz 16. stoljeća posjetio je papa Ivan Pavao II. 1992. godine.
Prema procjeni iz 2010. godine, M'banza Kongo je imao 31.645 stanovnika.

## Znamenitosti
Najznamenitija građevina M'banza Konga je katedrala iz 1491. godine, danas u ruševinama, a koja se smatra najstarijom crkvom zapadne subsaharske Afrike. Crkvu São Salvador, lokalno poznatu kao nkulumbimbi, navodno su izgradili anđeli za jednu noć 1549. god., a dobila je status katedrale 1596. godine.
Jalankuwo („Drvo snage krvi”), sudbeno drvo manikonga (kraljeva Konga) gdje su kraljevi pogubljivali osuđenike, se nalazi u središnjem dijelu starog grada. Odmah pored je sunguilua, kvadratična prizemnica u kojoj se tradicionalno kupalo tijelo kralja prije pokopa. Oboje su bile dijelom kraljevske palače koja je danas obnovljeni i moderni Kraljevski muzej. U njemu se nalazi dojmljiva kolekcija predmeta starog Kraljevstva, iako je većina nestala tijekom Angolskog građanskog rata od 1976. – 2002. god.